# Naora Nobuo

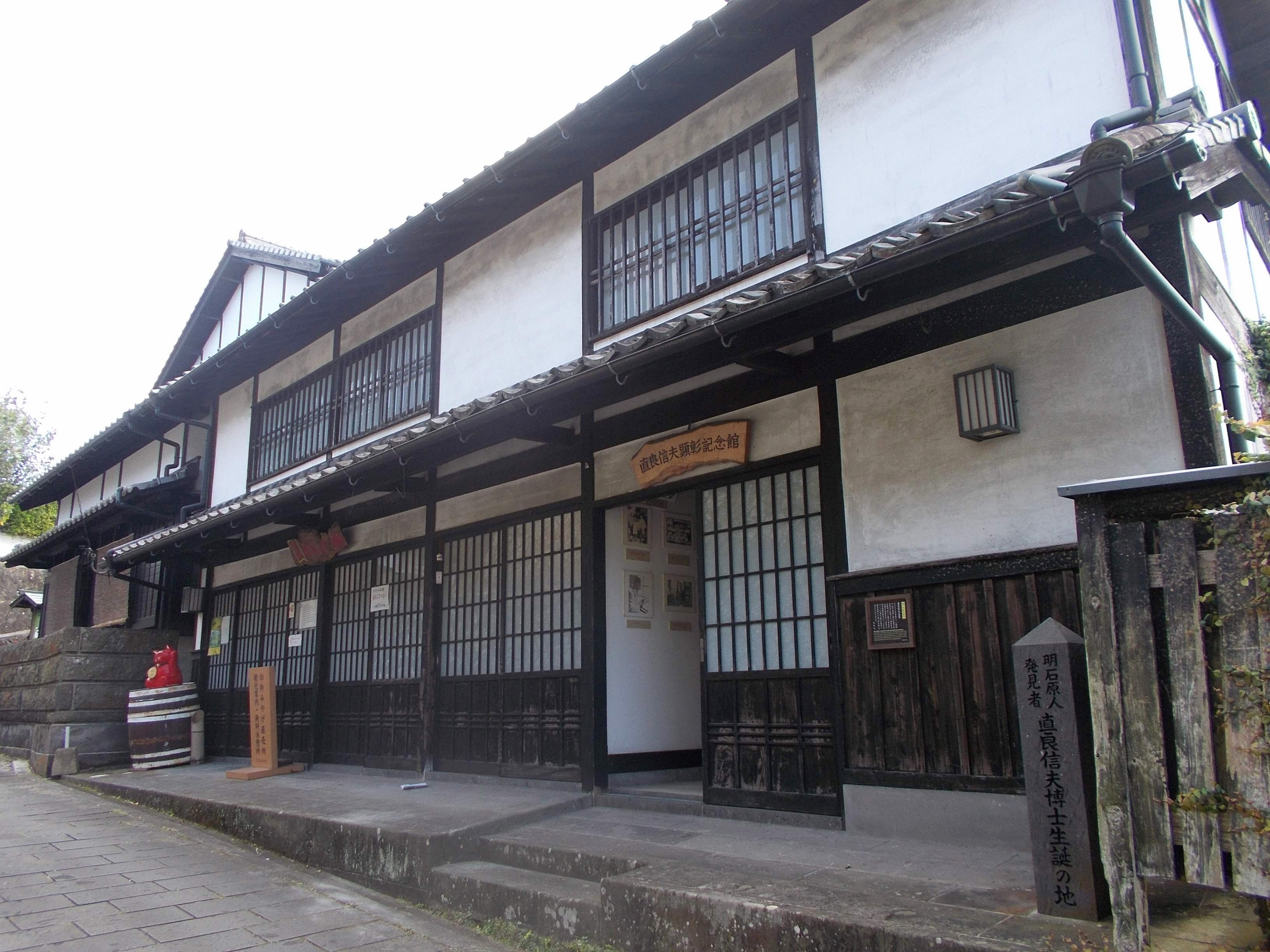
Gedenkstätte für Naora in Usuki

Naora Nobuo (japanisch 直良 信夫; wirklicher Name: Muramoto Nobuo (村本 信夫), geboren 10. Januar 1902 in Usuki-chō (heute: Usuki) in der Präfektur Ōita; gestorben 2. November 1985 in Izumo, Präfektur Shimane) war ein japanischer Archäologe, Archäozoologe und Paläontologe. Er ist bekannt dafür, in Japan fossile Knochen aus der Altsteinzeit entdeckt zu haben. Auf der Basis seiner Funde von 1931 postulierte er den Akashi-Menschen, auf der Basis weiterer Funde in den 1950er Jahren den Kuzū-Menschen. Er klassifizierte seine Funde als autochthone Formen eines japanischen Urmenschen. Weitere Untersuchungen insbesondere der Knochenfragmente des Kuzū-Menschen ergaben, dass diese Klassifikation jedoch fehlerhaft war. Seine Arbeit umfasst eine Vielzahl von ausgegrabenen Artefakten und Abhandlungen, die lange unbeachtet blieben und die in der jüngeren Vergangenheit neu bewertet wurden.

## Leben und Wirken
Nobuo wurde 1902 als zweites von acht Kindern in ärmliche Familienverhältnisse geboren. Während der Großvater mütterlicherseits noch als Samurai im Dienste des Usuki-Klans stand, arbeitete sein Vater als Hafenarbeiter, seine Mutter und seine ältere Schwester als Landarbeiterinnen. Er besuchte die Grundschule in Usuki, brach die Mittelschule ab und setzte seine Schulausbildung autodidaktisch durch Fernlehrgänge der Waseda-Mittelschule fort.
1917 ging Nobuo nach Tokio und besuchte die Iwakura-Eisenbahn-Oberschule (岩倉鉄道学校), während er nebenher in Ueno in der Kantine der Instandhaltungsabteilung des Naikaku Tetsudō-in, des Vorläufers des Eisenbahnministeriums, arbeitete. In den Abendstunden besuchte er Kurse in technischer Chemie. 1920 beendete er seine Ausbildung und begann im Ministerium für Landwirtschaft und Handel (農商務省, Nōshōmu-shō) zu arbeiten, wo er sich mit Methoden der Stickstofffixierung befasste. In dieser Zeit wandte er sich beeinflusst von dem Historiker Kita Sadakichi der Archäologie zu und nahm verschiedentlich an Ausgrabungen teil. In seiner Freizeit untersuchte er Muschelhaufen und sammelt Tonscherben in Meguro. Derweil verschlechterte sich durch die Arbeit zur Stickstofffixierung sein Gesundheitszustand, sodass er am Vorabend des Kantō-Erdbebens 1923 den Zug bestieg und nach Usuki zurückkehrte.
1925 heiratete Nobuo die Lehrerin Oto Naora, nahm durch Adaption in die Familie des Stiefvaters den Familiennamen seiner Frau an und zog 1925 nach Akashi. Im April 1931 entdeckte er an der Nishiyagi-Küste fossile Knochen aus dem Paläolithikum. Die Artefakte wurden vom Anthropologen Hasebe Kotondo untersucht und als Überreste eines Urmenschen klassifiziert, der die Bezeichnung Akashi-Mensch erhielt. Im gleichen Jahr berichtete die „Zeitschrift für Anthropologie“ (人類学雑誌, Jinruigaku zasshi) über die Entdeckung von Steinwerkzeugen und fossilen Pflanzenresten an der Nishiyagi-Küste in Akashi.
Torii Ryūzō widersprach Naoras Einschätzung und hielt die Steinwerkzeuge für Natursteine. Ryūzō hatte jedoch die ausgegrabenen Steinwerkzeuge nicht selbst untersucht, sondern auf der Basis einer Inaugenscheinnahme durch seinen Studenten Higuchi Kiyoyuki geurteilt. Ryūzōs Urteil erweckte den Eindruck, Naora habe sich vollständig geirrt, sodass seine Schlussfolgerungen belächelt wurden. 1932 kehrte Naora nach Tokio zurück, wo er sich als Schüler von Tokunaga Shigeyasu an der Waseda-Universität mit Paläontologie befasste. Von 1938 bis 1945 arbeitete er als Assistent in der Bibliothek des zur Waseda gehörigen Seminars für Ingenieure. Er studierte an der Waseda und schloss das Studium 1945 ab. Der von Naora entdeckte Hüftknochen ging leider bei Luftangriffen auf Tokio im gleichen Jahr verloren.
1950 entdeckte Naora in Kuzū, Präfektur Hyōgo, weitere fossilierte menschliche Knochenfragmente. Auch diese Funde ordnete er einem Urmenschen aus dem Paläolithikum zu, den er nach dem Fundort Küzu-Mensch nannte. Spätere Untersuchungen ergaben jedoch, dass es sich dabei teilweise um Tierknochen u. a. von einem Bären handelte und dass zwei der menschlichen Knochenfragmente ins 15. Jahrhundert datiert werden konnten. Erneut war dadurch Naoras wissenschaftliche Reputation infrage gestellt.
1957 promovierte er mit einer Arbeit über die Geschichte der landwirtschaftlichen Entwicklung im japanischen Altertum (日本古代農業発達史) und unterrichtete ab 1960 auch als Professor. 1965 starb seine Frau Oto. Naora heiratete ein zweites Mal – die Nichte seiner Frau. 1972 beendete er seine Arbeit an der Waseda-Universität und wurde pensioniert. In der Folgezeit litt er an Schlaflosigkeit, wodurch sich seine gesundheitliche Verfassung verschlechterte. Im Jahr darauf zog er nach Izumo, in die Heimat seiner zweiten Frau. Er schrieb für die Lokalzeitung San-in Chūō (山陰中央新報) eine Reihe von wissenschaftlichen Artikeln.
Als das Nationalmuseum der japanischen Geschichte 1985 eine Ausgrabung an der Nishiyagi-Küste durchführte, war Naora gesundheitlich bereits zu geschwächt, um Studienreisen zu unternehmen. Im Oktober zeichnete ihn die Stadt Akashi für seine Verdienste aus. Seine älteste Tochter, die Schriftstellerin und Übersetzerin Mikiko Naora (1926–2011), nahm stellvertretend für ihn die Auszeichnung entgegen. Sein Zustand verschlechterte sich rapide, sodass Naora Anfang November im Alter von 83 Jahren zuhause in Izumo, Stadtteil Takamatsu, verstarb.
Naoras ältester Sohn Hiroto Naora (1927–2019) studierte in Tokio, wo er 1950 sein Studium abschloss und 1956 promovierte. Er war Forscher und Molekularbiologe an der Australian National University. Er hat drei Kinder. Hiroto Naora starb 2019 im Alter von 62 Jahren in Cranberry. Seine Frau Hatsuko starb wenige Tage nach ihm. Ihre Tochter Honami arbeitet am Krebszentrum in Houston, Texas.

## Epilog
Naoras Schaffen wurde aufgrund seines Irrtums beim Kuzū-Menschen lange Zeit verkannt. Erst in der neueren Zeit wurde sein Wirken neu bewertet. Naora war nicht nur als Archäologe, sondern auch als Paläontologe und Archäozoologe sehr produktiv und hinterließ ein Werk, das mehr als 60 Bände umfasst.
Wertvoll sind seine Notizen u. a., weil er ausgedehnte Erkundungen der Natur festhielt, Tiere und Pflanzen züchtete und aus seinen Beobachtungen von Fauna und Flora die Lebensweise im japanischen Altertum und der Altsteinzeit zu ergründen suchte. Nach dem Tod Naoras übergab sein Sohn Hiroto die gesammelten Artefakte und Aufzeichnungen seines Vaters an Hideji Harunari, der sie katalogisierte. Die Sammlung wird heute im Nationalmuseum der japanischen Geschichte aufbewahrt.

## Schriften (Auswahl)
- 1944 Nihon honyū dōbutsu-shi (日本哺乳動物史, etwa: Geschichte der japanischen Säugetiere)
- Nihon kyūseki jidai no kenkyū (日本旧石器時代の研究, etwa: Forschung zur japanischen Altsteinzeit)
- 1965 Nihon ubu-ōkami no kenkyū (日本産狼の研究, etwa: Forschung zum japanischen Wolf)
- Yasei dōbutsu kansatu-ki (野生動物観察記, etwa: Beobachtungsnotizen über Wildtiere)[1]
- 1997 Nihon oyobi tō-Ajia no kaseki shika (日本および東アジアの化石鹿, Fossil deer from Japan and its vicinity) hrsg. von Harunari Hideji